# Campeonato Rondoniense de Futebol
O Campeonato Rondoniense de Futebol é a uma competição de futebol organizada pela Federação de Futebol do Estado de Rondônia para apontar o campeão estadual masculino entre os clubes de Rondônia. Realizado desde 1945, o torneio desde 1991 passou a ter caráter profissional. Através deste o estado indica seus representantes nas competições abertas do futebol brasileiro: Campeonato Brasileiro de Futebol - Série D, Copa do Brasil e Copa Verde.

## Equipes participantes
| Equipe           | Cidade         | Fundação               | Estádio            | Capac. | Em 2022             | Títulos (último)   |
| ---------------- | -------------- | ---------------------- | ------------------ | ------ | ------------------- | ------------------ |
| Genus            | Porto Velho    | 15 de novembro de 1991 | Aluizão            | 7 0000 | 3° colocado         | 1 (em 2015)        |
| Guaporé          | Rolim de Moura | 21 de abril de 2014    | Cassolão           | 5 0000 | 3º(Segunda Divisão) | 0 (não possui)     |
| Ji-Paraná        | Ji-Paraná      | 22 de abril de 1991    | Biancão            | 5 0000 | 2º(Segunda Divisão) | 9 (último em 2012) |
| Porto Velho      | Porto Velho    | 23 de abril de 2018    | Aluizão            | 7 0000 | 4° colocado         | 2 (último em 2021) |
| Real Ariquemes   | Ariquemes      | 25 de abril de 2011    | Gentil Valério     | 5 0000 | Campeão             | 3 (último em 2022) |
| Rondoniense      | Porto Velho    | 1 de março 2007        | Aluizão            | 7 0000 | 5° colocado         | 1 (em 2016)        |
| União Cacoalense | Cacoal         | 1 de janeiro de 1982   | Aglair Tonelli     | 8 0000 | Vice-campeão        | 2 (último em 2004) |
| Vilhenense       | Vilhena        | 10 de outubro de 2017  | Portal da Amazônia | 7 0000 | 1º(Segunda Divisão) | 1 (em 2019)        |

| Fonte: FFER — GE |

## História
Assim como nos grandes centros do país, é comum que o futebol tenha tido seus primeiros passos através de um torneio citadino da capital do referente estado e como nos primeiros anos do século XX a cidade de Porto Velho era apenas um distante interior do estado do Amazonas, esta passou a realizar o próprio torneio municipal, assim como em Manaus já era disputado o Campeonato da Cidade que mais tarde foi oficializado como parte do Campeonato Amazonense de Futebol. O primeiro torneio realizado em território rondoniense foi o Campeonato da cidade que foi organizado nos primórdios da fundação do município de Porto Velho no início do Século XX. As primeiras referências a este Campeonato em Porto Velho remetem ao ano de 1923[carece de fontes?] sendo organizado pela Liga Desportiva Porto-Velhense (LDP). Os clubes desse início do futebol organizado na capital eram Brazil Sport Club, Noroeste Sport Club, União Sportiva Porto-Velhense, o Porto Velho Football Club e o Ypiranga Sport Club(este o único remanescente para as fases seguintes).. Vale ressaltar que naquela altura Porto Velho fazia parte do Amazonas e era o único resquício do que hoje é o estado de Rondônia, por este motivo essa fase, com informações ainda incompletas, não é enquadrada na lista de campeões.
Esses títulos não se enquadram no levantamento geral por constarem de uma época onde a região ainda não possuía nenhum nível de autonomia

#### Primeiros Clubes
O primeiro clube fundado em Porto Velho de que se tem conhecimento é o União Sportiva, fundado em 11 de Junho de 1916. Naquela altura, dois meses mais tarde, foi fundado o Porto Velho Foot-ball Club que disputou uma série de partidas amistosas contra a União Sportiva a partir de 1916. Depois nasceu o Ypiranga Sport Club em 13 de Abril de 1919. Em 1º de Janeiro de 1923 foi fundado o Noroeste Sport Club, que também fez grande parte na história desses primeiros passos do futebol em Rondônia. O primeiro estádio de futebol fundado foi o Stadium Leão Saldanha, posse do Ypiranga, foi inaugurado em 1925 com realização de matches dos clubes locais contra o Nacional de Manaus.

### Campeonato Porto-velhense de Futebol
No advento da criação do Território Federal do Guaporé em 1943, não demorou para que o novo território federal passasse a ter sua própria federação esportiva e foi assim que em 1944 foi fundada a entidade que depois mudou seu nome para Federação de Futebol de Rondônia e depois para Federação de Futebol do Estado de Rondônia(FFER). Já em 1945 foi organizado o primeiro campeonato estadual de Rondônia(à época, campeonato territorial), dois anos depois da criação da nova unidade federal, apenas com clubes de Porto Velho, por estes serem os únicos no estado com regularização perante a entidade.
Durante sua fase amadora, o torneio teve muitas nomenclaturas, sendo mais conhecido amplamente como Campeonato Porto-velhense de Futebol. Este foi o primeiro torneio entre clubes organizado pela federação reconhecida pela extinta-Confederação Brasileira de Desportos no estado, sendo que, por isso, só partir de então os campeões passaram a contar como os atuais campeões estaduais.
Sobre o contexto que tornou o Campeonato de Porto Velho a parte histórica correspondente à fase amadora do Campeonato Rondoniense de Futebol, podemos analisar o seguinte texto veiculado pelo jornal Alto Madeira na sua edição de 23 de Dezembro de 1987:
```
"Este ano o campeonato oficial de Rondônia foi disputado em Porto Velho, capital do estado tendo como campeão o 
Ferroviário
, uma vez que desde que foi criada a Federação de Futebol nenhuma liga havia demonstrado interesse em se filiar, assim como aconteceu quando existia a extinta Federação de Desportos de Rondônia".
```

Ou seja, desde a criação da Federação de Desportos de Rondônia, em 1945, nenhuma liga do interior se interessou por fazer parte da federação e assim estando inaptas de disputar um torneio estadual. Deste modo, apenas Porto Velho havia se regularizado perante a entidade, sendo assim, o torneio municipal  passou a ser então o "Campeonato Oficial de Rondônia". Ainda na mesma página do jornal(a oitava), numa coluna assinada por Carlos Neves, o mesmo menciona o torneio como estadual:
```
"A disputa do Campeonato Rondoniense de 1987 não foi das melhores, houve vários problemas. No entanto, não se pode contestar o título conquistado pelo Ferroviário"
```

Em outro trecho ele diz:
```
"Os jogadores, comissão técnica e dirigentes ficaram decepcionados com o que viram após a conquista do bicampeonato do estado"
```

Ou seja: a partir da criação da FDR em 1945, quando a mesma passou a ter sob sua autoridade o Campeonato de Porto Velho, este passou a ter um status oficial reconhecido popularmente e nos veículos de imprensa do estado como "Campeonato estadual". Isso se deu simplesmente pelo fato do interior do estado até então não ter interesse pelo futebol regulamentado pela entidade responsável. Começando da década de 1960 até a de 1980, a Federação de Futebol de Rondônia(antes FDR) já havia tentado integrar os clubes do interior formulando torneios com seus clubes de status "não-filiados", ainda assim a ideia de integração não durou muito e só passou a acontecer após a profissionalização em 1991. Enquanto isso, o Campeonato estadual era o Campeonato de Porto Velho.
A Revista Placar, a revista esportiva de maior circulação do país, divulgava os resultados da fase amadora como "Campeonato Rondoniense" no famoso "Tabelão da Placar". Na edição lançada em 11 de Novembro de 1977, na seção "Tabelão", que trabalhava com um representante em solo rondoniense, a revista apresenta o ficha da decisão entre Moto Clube e Ypiranga, vencida pelo clube alvirrubro pelo placar de 1x0 e diz que "com este resultado o Moto Clube sagrou-se tricampeão rondoniense".
O historiador esportivo Celso Unzelte em seu livro Grandes clubes brasileiros menciona a realização do Campeonato Rondoniense desde 1945, quando o estado ainda era o Território do Guaporé, e menciona o trio Ferroviário, Moto Clube e Flamengo como os maiores campeões estaduais.

### Torneio Estadual de Rondônia e Campeonato Estadual de Rondônia
Em 1982 a Federação de Desportos de Rondônia organizou o Torneio Estadual convidando clubes campeões das ligas municipais. Esse torneio era disputado de forma eliminatória (o que popularmente chamamos de Copa).
A partir de 1983 começou a organizar o primeiro torneio de futebol em Rondônia com o nome de Campeonato Estadual.

### Outros torneios

#### Torneio Territorial de Rondônia
Posteriormente, nos anos 1960 visando uma maior integração do até então Território Federal, passou a ser realizado um torneio entre os campeões citadinos de Guajará-Mirim e de Porto Velho (até ali os únicos municípios do território) chamado de Torneio Territorial de Rondônia, há registros que em 1967 o mesmo já era disputado. A Federação de Futebol do Estado de Rondônia reluta em reconhecer oficialmente estes torneios  como Campeonato Rondoniense.
O Flamengo conquistou o título do Torneio Territorial de Rondônia. Mas os resultados e o ano de conquista são desconhecidos até a presente data. Em 1965 estava previsto mais uma edição do Torneio Territorial de Rondônia. O Ypiranga campeão de Porto Velho enfrentaria o América que era o atual campeão de Guajará-Mirim. Mas os resultados e o clube campeão são desconhecidos até a presente data. Em 1981 não foi disputado o Torneio Territorial de Rondônia. A Federação de Desportos de Rondônia planejou a realização do campeonato territorial reunindo os campeões das ligas municipais, mas o campeonato a nível Território Federal de Rondônia não foi realizado.

#### Taça Cidade de Porto Velho
Em 1983 o Campeonato Estadual de Rondônia teve uma fórmula de disputa onde foram realizadas as Taças Citadinas nos municípios, as mesmas já eram correspondente às chaves da primeira fase do Campeonato Estadual de Rondônia. Os vencedores e mais bem classificados de cada Taça Citadina das ligas municipais, se classificavam à segunda fase do Campeonato Estadual de Rondônia.
O São Domingos sagrou-se campeão da Taça Cidade de Porto Velho, que correspondia à Chave E da primeira fase do Campeonato Estadual de Rondônia de 1983. Assim classificou-se à segunda fase do Campeonato Estadual de Rondônia daquela temporada, além de outros clubes de Porto Velho.

#### Outros Torneios efêmeros
Em 1975 o Ypiranga de Porto Velho e o Marechal Rondon de Guajará-Mirim se enfrentaram pela Copa Ministro Arnaldo Prieto. A competição decidiu a segunda vaga de Rondônia no II Torneio Integração da Amazônia conhecido como "Copão da Amazônia". Com o resultado de 1 a 1 no jogo da volta realizado em Porto Velho, o Marechal Rondon sagrou-se campeão e consequentemente a vaga na competição regional.

### A Profissionalização
Em 1990 foi realizado o último torneio em caráter amador no estado, vencido pelo Ferroviário. A partir de então o futebol oficioso do estado passaria a ser profissional, onde os clubes passariam a ter a oportunidade de disputar torneios nacionais, como a Copa do Brasil de Futebol, que fora criada dois anos antes (1989). Desde então, o futebol que era enfocado na capital, passou a ser mais interiorizado, sendo Rondônia o estado onde os clubes do interior tem maior representatividade em comparação à capital no que diz respeito à contagem de títulos estaduais em sua fase profissional. A partir da profissionalização, a Federação do estado passou a se chamar Federação de Futebol do Estado de Rondônia.

## Campeões

### Fase amadora
Fontes:
Legenda

- C.M.P.V. - campeonatos com o nome de Campeonato Municipal de Porto Velho
- T.E.R. - Torneio Estadual de Rondônia
- C.E.R. - Campeonato Estadual de Rondônia

Observações:
- O título do Campeonato de 1982 teria sido dividido entre Flamengo e Ypiranga.
- Nos anos em que foram realizados o Torneio Estadual de Rondônia e o Campeonato Estadual de Rondônia, estes foram considerados os torneios oficiais da temporada.
- Em 1986, 1987 e 1989 não foi realizado o Campeonato Estadual de Rondônia.[48][49][50]

### Fase profissional
- O Barcelona mudou de sede em 2024, de Vilhena para Porto Velho.

## Títulos
| Clube                            | Campeão | Anos do Títulos                                                                                            | Vice | Anos dos Vices                |
| -------------------------------- | ------- | --- | ---- | ----------------------------- |
| Ferroviário (Porto Velho)        | 18      | 1946, 1947, 1948, 1949, 1950, 1951, 1952, 1955, 1957, 1958, 1963, 1970, 1978, 1979, 1986, 1987, 1989, 1990 | 2    | 1982 e 1991                   |
| Flamengo (Porto Velho)           | 11      | 1956, 1960, 1961, 1962, 1965, 1966, 1967, 1982, 1982, 1983, 1985                                           | 3    | 1975, 1981 e 1986             |
| Moto Clube (Porto Velho)         | 10      | 1954, 1968, 1969, 1971, 1972, 1975, 1976, 1977, 1980, 1981                                                 | 1    | 1973                          |
| Ji-Paraná (Ji-Paraná)            | 9       | 1991, 1992, 1995, 1996, 1997, 1998, 1999, 2001, 2012                                                       | 5    | 1994, 2004, 2005, 2019, 2023  |
| Ypiranga (Porto Velho)           | 7       | 1945, 1953, 1959, 1964, 1982, 1984, 1984                                                                   | 5    | 1951, 1967, 1968, 1976 e 1977 |
| Vilhena (Vilhena)                | 5       | 2005, 2009, 2010, 2013, 2014                                                                               | 3    | 2006, 2008, 2015              |
| Porto Velho EC (Porto Velho)     | 5       | 2020, 2021, 2023, 2024, 2025                                                                               | 0    |                               |
| Real Ariquemes (Ariquemes)       | 3       | 2017, 2018, 2022                                                                                           | 2    | 2020, 2021                    |
| Ulbra-RO (Ji-Paraná)             | 3       | 2006, 2007, 2008                                                                                           | 0    |                               |
| União Cacoalense (Cacoal)        | 2       | 2003, 2004                                                                                                 | 3    | 2001, 2002, 2022              |
| SE Ariquemes (Ariquemes)         | 2       | 1993, 1994                                                                                                 | 0    |                               |
| Genus (Porto Velho)              | 1       | 2015 | 3    | 2000, 2009, 2016              |
| São Domingos (Porto Velho)       | 1       | 1973 | 2    | 1971 e 1987                   |
| Mixto (Porto Velho)              | 1       | 1985 | 1    | 1947                          |
| CFA (Porto Velho)                | 1       | 2002 | 1    | 2003                          |
| Espigão (Espigão do Oeste)       | 1       | 2011 | 1    | 2012                          |
| Botafogo (Porto Velho)           | 1       | 1974 | 0    |                               |
| Paulistano (Ariquemes)           | 1       | 1988 | 0    |                               |
| Guajará (Guajará-Mirim)          | 1       | 2000 | 0    |                               |
| Rondoniense (Porto Velho)        | 1       | 2016 | 0    |                               |
| Vilhenense (Vilhena)             | 1       | 2019 | 0    |                               |
| Ariquemes FC (Ariquemes)         | 0       | | 3    | 2010, 2011, 2014              |
| Barcelona-RO (Porto Velho)       | 0       | | 3    | 2017, 2018, 2024              |
| Vera Cruz (Porto Velho)          | 0       | | 2    | 1945, 1949                    |
| Cruzeiro (Porto Velho)           | 0       | | 2    | 1996, 1998                    |
| Pinheiros (Rolim de Moura)       | 0       | | 2    | 1995, 1999                    |
| Operário (Porto Velho)           | 0       | | 1    | 1946                          |
| Municipal (Porto Velho)          | 0       | | 1    | 1983                          |
| Rio Branco (Ariquemes)           | 0       | | 1    | 1984                          |
| Vasco da Gama (Porto Velho)      | 0       | | 1    | 1985                          |
| Grêmio (Espigão do Oeste)        | 0       | | 1    | 1992                          |
| Porto Velho FC (Porto Velho)     | 0       | | 1    | 1993                          |
| Ouro Preto (Ouro Preto do Oeste) | 0       | | 1    | 1997                          |
| Jaruense (Jaru)                  | 0       | | 1    | 2007                          |
| Pimentense (Pimenta Bueno)       | 0       | | 1    | 2013                          |
| Guaporé (Rolim de Moura)         | 0       | | 1    | 2025                          |

### Títulos por cidade
| Cidade          | Títulos |
| --------------- | ------- |
| Porto Velho     | 57      |
| Ji-Paraná       | 12      |
| Vilhena         | 6       |
| Ariquemes       | 6       |
| Cacoal          | 2       |
| Espigão d'Oeste | 1       |
| Guajará-Mirim   | 1       |

### Campeões consecutivos
Heptacampeonatos
- Ferroviário: 1 vez (1946-47-48-49-50-51-52)

Pentacampeonatos
- Ji-Paraná: 1 vez (1995-96-97-98-99)

Tricampeonatos
- Flamengo: 2 vezes (1960-61-62 e 1965-66-67)
- Moto Clube: 1 vez (1975-76-77)
- Ulbra*: 1 vez (2006-07-08)
- Porto Velho: 1 vez (2023-24-25)

Bicampeonatos
- Ferroviário: 4 vezes (1957-58, 1978-79, 1986-87 e 1989-90)
- Moto Clube: 3 vezes (1968-69, 1971-72 e 1980-81)
- Vilhena: 2 vezes (2009-10 e 2013-14)
- Porto Velho: 1 vez (2020-21)
- Flamengo: 1 vez (1982-83)
- Ariquemes: 1 vez (1993-94)
- Ji-Paraná: 1 vez (1991-92)
- União Cacoalense: 1 vez (2003-04)
- Real Desportivo: 1 vez (2017-18)

## Artilheiros
| Ano         | Artilheiro            | Clube                           | Gols         |
| ----------- | --------------------- | ------------------------------- | ------------ |
| 1945 a 1974 | desconhecido          | desconhecido                    | desconhecido |
| 1975        | Fiapo                 | Flamengo (Porto Velho)          | 15           |
| 1976        | Faztudo               | Moto Clube (Porto Velho)        | 16           |
| 1977        | Fiapo                 | Ferroviário (Porto Velho)       | 8            |
| 1978 a 1990 | desconhecido          | desconhecido                    | desconhecido |
| 1991        | Itamar                | Ji-Paraná (Ji-Paraná)           | 8            |
| 1992        | Ademir                | Ji-Paraná (Ji-Paraná)           | 16           |
| 1993        | Charles               | Ouro Preto (Ouro Preto d'Oeste) | 14           |
| 1994        | Fabinho               | SE Ariquemes (Ariquemes)        | 12           |
| 1995        | Wendel                | Ji-Paraná (Ji-Paraná)           | 9            |
| 1995        | Paulinho              | SE Ariquemes (Ariquemes)        | 9            |
| 1996        | Reginaldo             | Cruzeiro (Porto Velho)          | 5            |
| 1996        | Ocian                 | Cruzeiro (Porto Velho)          | 5            |
| 1997        | Rogerinho             | Vila Nova (Ji-Paraná)           | 7            |
| 1998        | Nildo                 | Cruzeiro (Porto Velho)          | 10           |
| 1999        | Sidney                | Genus (Porto Velho)             | 7            |
| 2000        | Juliano César         | Genus (Porto Velho)             | 15           |
| 2001        | Juliano César         | Genus (Porto Velho)             | 13           |
| 2002        | Paty                  | CFA (Porto Velho)               | 13           |
| 2003        | Marcelo Souza         | CFA (Porto Velho)               | 13           |
| 2004        | Jorge Efraim          | Ji-Paraná (Ji-Paraná)           | 12           |
| 2005        | Cézar                 | Ji-Paraná (Ji-Paraná)           | 20           |
| 2006        | Cézar                 | Ulbra Ji-Paraná (Ji-Paraná)     | 16           |
| 2007        | Marcelo Cabrita       | Jaruense (Jaru)                 | 16           |
| 2008        | Rogério Tarauacá      | Ulbra (Ji-Paraná)               | 9            |
| 2008        | Souza                 | Vilhena (Vilhena)               | 9            |
| 2009        | Saulo                 | Ariquemes FC (Ariquemes)        | 12           |
| 2009        | Marcos Canhoto        | Genus (Porto Velho)             | 12           |
| 2010        | Aderlan               | Espigão (Espigão do Oeste)      | 12           |
| 2010        | Abílio                | Moto Clube (Porto Velho)        | 12           |
| 2011        | Kastor                | Genus Rondoniense (Porto Velho) | 8            |
| 2011        | Rob                   | Espigão (Espigão do Oeste)      | 8            |
| 2011        | Thiago Henrique       | Espigão (Espigão do Oeste)      | 8            |
| 2012        | Téo                   | Espigão (Espigão do Oeste)      | 10           |
| 2013        | Dudu Lima             | Pimentense (Pimenta Bueno)      | 9            |
| 2014        | Souza                 | Ariquemes FC (Ariquemes)        | 9            |
| 2015        | Cabixi                | Vilhena (Vilhena)               | 9            |
| 2016        | Marco Aurélio         | Rondoniense (Porto Velho)       | 12           |
| 2017        | Marco Aurélio         | Real Ariquemes (Ariquemes)      | 9            |
| 2017        | Edilsinho             | Barcelona (Vilhena)             | 9            |
| 2017        | Cabixi                | Barcelona (Vilhena)             | 9            |
| 2018        | Valtinho              | Real Ariquemes (Ariquemes)      | 8            |
| 2019        | Rodrigão              | Guaporé (Rolim de Moura)        | 6            |
| 2019        | Leleco                | Real Ariquemes (Ariquemes)      | 6            |
| 2020        | Ariel                 | Vilhenense (Vilhena)            | 4            |
| 2020        | Watthimem             | Ji-Paraná (Ji-Paraná)           | 4            |
| 2021        | Wilker                | Ji-Paraná (Ji-Paraná)           | 4            |
| 2021        | Douglas               | União Cacoalense (Cacoal)       | 4            |
| 2022        | Léo Mineiro           | Real Ariquemes (Ariquemes)      | 5            |
| 2023        | Léo Mineiro           | Real Ariquemes (Ariquemes)      | 4            |
| 2024        | Marcos Goiano         | Porto Velho (Porto Velho)       | 7            |
| 2024        | Luan Viana Patrocínio | Porto Velho (Porto Velho)       | 7            |